# Starogradski trg
Starogradski trg (češki jezik: Staroměstské náměstí) je povijesni trg u najstarijem dijelu Praga. Nalazi se između Vaclavskog trga i Karlovog mosta.

## Građevine
Na trgu se mogu pronaći razne građevine koje u sebi sadrže mješavinu arhitektonskih stilova. Jedna od najpoznatijih građevina na trgu je crkva Majke Božje koja je ujedno bila glavna crkva ovog područja do sredine 14. stoljeća.
Crkva Sv. Nikole je druga po veličini na trgu te sa zvonika pruža panoramski pogled na cijeli trg.
Praški astronomski sat (češki jezik: Pražský orloj) datira još iz 1410. godine, a poznat je po tome što je treći najstariji astronomski sat na svijetu.

## Spomenici
Na centru trga nalazi se statua crkvenog reformatora i teologa Jana Husa. Hus je bio rektor praškog sveučilišta, a spaljen je na lomači 6. srpnja 1415. godine. Statua je otkrivena 6. srpnja 1915. godine i obilježavala je 500-tu godišnjicu njegove smrti.

## Trgovine
Trg je poznat po tome što se za vrijeme Božića i Uskrsa postavljaju replike srednjovjekovnih trgovina. To je najveći događaj koji obuhvaća postavljanje trgovina u cijeloj Češkoj. Trgovine najviše posjećuju turisti iz Njemačke, Rusije, Italije i Britanije.